# Gilles Rondy
Gilles Rondy, né le 4 septembre 1981 à Brest, est un nageur français spécialiste de la nage en eau libre. Il nage plus de 3 000 km par saison.
Il est, avec Aurélie Muller, le premier Français à participer aux Jeux olympiques sur le 10 km, à Pékin en 2008.

## Palmarès
- Championnats d'Europe
  - Championnats d'Europe 2002 à Berlin
    -  Médaille d'argent sur 25 km en eau libre

  - Championnats d'Europe 2006 à Budapest
    -  Médaille d'or sur 25 km en eau libre (5 h 10 min 17 s)
- Coupe du monde
  - Troisième du classement général de la Coupe du monde 2005. (6 podiums)
- Championnat de France
  - Champion de France sur 25 km en eau libre en 2002, 2005 et 2006